# 스노이 화이트
스노이 화이트(Snowy White, 1948년 3월 3일 ~ )는 잉글랜드의 기타리스트이다.